# Jean Ier de Mtskheta
Ioane Ier, ou Jean Ier, fut le premier chef de l'Église orthodoxe géorgienne. Il devint primat de la ville de Mtskheta au IVe siècle.